# Porcellio conspersus
Porcellio conspersus är en kräftdjursart som beskrevs av Koch 1861. Porcellio conspersus ingår i släktet Porcellio och familjen Porcellionidae. Inga underarter finns listade i Catalogue of Life.